# 個人方言
個人方言或個人語型是一個人所使用的語言變體。個人方言在一個人用的詞彙、用語習慣、語法和發音表現出。每個人的個人方言與別人有所不同，是獨一無二的。

## 個人方言與語言
語言這個概念是用來抽象地描述個別說話者和收聽者的的語言運用和能力。根據這個觀點，一種語言是很多個人方言的集合，而不是一種獨立存在的實體。語言學家學習某種語言的時候，是通過學習個別人說的話。
雖然一種語言只是由獨自的個人方言組成的，很大的言語社區的成員都能互相聽懂，儘管兩個講兩個稍微不同的方言。所有人產生語言的方式基本上一致。這個事實使語言學家尋找普遍文法。

## 法醫語言學
法醫語言學的範圍包括辨認出一個人有没有寫某一段文字（或者說某一段話）。法醫語言學家可以通過比較那段文字和一個人的個人方言來鑒定那個人寫了那段文字的可能性。

## 外部連結
- Stanford Encyclopedia of Philosophy entry （页面存档备份，存于）
- The Online Dictionary of Language Terminology（页面存档备份，存于）